# Nekrolog 1296
Nekrolog
◄◄
| ◄
| 1292
| 1293
| 1294
| 1295
| 1296 | 1297 | 1298 | 1299 | 1300 | ► | ►►
Weitere Ereignisse | Allgemeiner Nekrolog 1296
Die Beschreibung der verstorbenen Person sollte so kurz wie möglich gehalten sein und nur deren signifikante Tätigkeit(en) enthalten.
Neue Namen ggf. auch unter dem Geburts- und Sterbedatum, also etwa unter 1. Januar und im Geburts- und Sterbejahr (2024) eintragen (nur bei entsprechender großer Wichtigkeit). Für Beispiele siehe die schon vorhandenen Artikel.
Außerdem über die fünf zuletzt Verstorbenen, zu denen es einen ausreichend guten Artikel für eine Präsentation auf der Hauptseite gibt, nach der todesbedingten Überarbeitung der Artikel ggf. auch unter Wikipedia Diskussion:Hauptseite informieren und sie am besten auch in den anderen Wikipedia-Sprachversionen eintragen. Tipp: Regelmäßig bei news.google.de nach „ist tot“, „gestorben“ oder „verstorben“ suchen.
Wenn eine Person gestorben ist, gibt es viele Seiten zu dieser Person in der Wikipedia, die davon auch betroffen sind und entsprechend aktualisiert werden müssen. Beispiele: Namenübersichtsseite, Geburtsjahr, Geburtsort-Seiten und viele mehr.
Wie finde ich die betroffenen Seiten?
Im Suchfeld auf der linken Seite gibt man den Suchbegriff so ein: „Vorname Nachname“. Dann klickt man auf Volltext und alle Seiten mit entsprechendem Suchtext werden aufgerufen. Hier sieht man dann schnell, wo auch das Todesjahr Sinn macht oder sogar ein Teil des Artikels angepasst werden muss. Auch hilft das „Werkzeug“ auf der linken Seite sehr gut, um solche Seiten aufzufinden: „Links auf diese Seite“. Somit ist die Wikipedia wieder aktuell in allen Bereichen! Hinweis: bei Eintragung der Kategorie „Gestorben JAHR“ wird der Missbrauchsfilter 49 ausgelöst, was jedoch nicht schlimm ist. Siehe: Spezial:Missbrauchsfilter/49
Dies ist eine Liste von im Jahr 1296 verstorbenen bekannten Persönlichkeiten. Die Einträge erfolgen innerhalb der einzelnen Daten alphabetisch sortiert. Tiere sind im Nekrolog für Tiere zu finden.

## Februar
| Tag         | Name         | Beruf, bekannt als                     | Alter | Beleg |
| ----------- | ------------ | -------------------------------------- | ----- | ----- |
| 8. Februar  | Przemysł II. | Seniorherzog, König von Polen          | 38    |       |
| 22. Februar | Heinrich V.  | Herzog von Liegnitz, Jauer und Breslau |       |       |

## März
| Tag      | Name                 | Beruf, bekannt als              | Alter | Beleg |
| -------- | -------------------- | ------------------------------- | ----- | ----- |
| 1. März  | Tobias von Bechin    | Bischof von Prag                |       |       |
| 24. März | Odon de Pins         | Großmeister der Johanniter      |       |       |
| 23. März | Beatrix von Flandern | Gräfin und Regentin von Holland |       |       |

## Mai
| Tag     | Name                                    | Beruf, bekannt als                       | Alter | Beleg |
| ------- | --------------------------------------- | ---------------------------------------- | ----- | ----- |
| 1. Mai  | Friedrich I.                            | zweiter Graf von Fürstenberg             |       |       |
| 13. Mai | Ludwig III.                             | Herzog von Niederbayern                  | 27    |       |
| 17. Mai | Agnes von Böhmen                        | Frau Herzog Rudolf II. von Österreich    |       |       |
| 18. Mai | William de Valence, 1. Earl of Pembroke | englischer Peer französischer Abstammung |       |       |
| 19. Mai | Coelestin V.                            | Papst im Jahre 1294                      |       |       |

## Juni
| Tag      | Name                                    | Beruf, bekannt als                             | Alter | Beleg |
| -------- | --------------------------------------- | ---------------------------------------------- | ----- | ----- |
| 5. Juni  | Edmund Crouchback, 1. Earl of Lancaster | Sohn von Heinrich III. und Steward von England | 51    |       |
| 7. Juni  | Philippe de Beaumanoir                  | französischer Jurist                           |       |       |
| 27. Juni | Florens V.                              | Graf von Holland im Mittelalter                |       |       |

## Juli
| Tag      | Name                       | Beruf, bekannt als                                              | Alter | Beleg |
| -------- | -------------------------- | --------------------------------------------------------------- | ----- | ----- |
| 4. Juli  | Konrad von Feuchtwangen    | deutscher Adliger; Hochmeister des Deutschen Ordens (1290–1296) |       |       |
| 19. Juli | Arnold von Solms           | Bischof von Bamberg                                             |       |       |
| 26. Juli | Heinrich II. von Rotteneck | Bischof von Regensburg                                          |       |       |

## August
| Tag       | Name             | Beruf, bekannt als         | Alter | Beleg |
| --------- | ---------------- | -------------------------- | ----- | ----- |
| 8. August | Hugo von Brienne | Graf von Brienne und Lecce |       |       |

## September
| Tag           | Name                         | Beruf, bekannt als                     | Alter | Beleg |
| ------------- | ---------------------------- | -------------------------------------- | ----- | ----- |
| 6. September  | Peter Reich von Reichenstein | Bischof von Basel                      |       |       |
| 29. September | Adolf V.                     | Regent der Grafschaft Berg (1259–1296) |       |       |

## Oktober
| Tag         | Name                | Beruf, bekannt als             | Alter | Beleg |
| ----------- | ------------------- | ------------------------------ | ----- | ----- |
| 12. Oktober | Bernhard von Kamenz | Bischof von Meißen (1293–1296) |       |       |

## November
| Tag          | Name                 | Beruf, bekannt als | Alter | Beleg |
| ------------ | -------------------- | ------------------ | ----- | ----- |
| 29. November | Burchard von Avesnes | Bischof von Metz   | 45    |       |

## Datum unbekannt
| Tag | Name                         | Beruf, bekannt als                                                    | Alter | Beleg |
| --- | ---------------------------- | --------------------------------------------------------------------- | ----- | ----- |
|     | Bernat Guillem II. d’Entença | katalanischer Adliger                                                 |       |       |
|     | Campanus von Novara          | italienischer Geistlicher, Mathematiker, Arzt, Astrologe und Astronom |       |       |
|     | Isabella von Mar             | Erste Ehefrau von Robert the Bruce                                    |       |       |
|     | Jacques de Révigny           | Rechtsgelehrter der Universität Orléans, Bischof von Verdun           |       |       |
|     | Johann von Akkon             | Großmundschenk von Frankreich                                         |       |       |
|     | Rapoto IV.                   | Stammhalter der Grafen von Ortenburg, Graf von Ortenburg und Murach   |       |       |
|     | Thomas I.                    | Markgraf von Saluzzo                                                  |       |       |